# Rosman Alwi
Rosman Alwi (* 5. Dezember 1961 in Kuala Lumpur) ist ein ehemaliger malaysischer Radrennfahrer.

## Sportliche Laufbahn
Alwi war im Bahnradsport aktiv und Teilnehmer der Olympischen Sommerspiele 1984 in Los Angeles sowie der Sommerspiele 1988 in Seoul. 1984 startete er im Sprint und im Zeitfahren (20. Platz), 1988 bestritt er den Sprint und wurde 25. im Zeitfahren.
Bei den UCI-B-Weltmeisterschaften 1997 in Ipoh gewann er die Goldmedaille im Sprint vor Jiawang Li. Bei den Southeast Asian Games (SAE Games) gewann er 1985, 1987 und 1997 jeweils eine Goldmedaille.